# Tribunal pénal international pour le Rwanda
Le Tribunal pénal international pour le Rwanda (TPIR) est une ancienne juridiction pénale internationale mise en place le 8 novembre 1994 par le Conseil de sécurité des Nations unies afin de juger les personnes responsables d'actes de génocide des Tutsi au Rwanda, et d'autres crimes contre l'humanités commis sur le territoire du Rwanda, ou par des citoyens rwandais sur le territoire d'États voisins, entre le 1er janvier et le 31 décembre 1994. Son siège était situé à Arusha en Tanzanie.
Il achève ses travaux le 31 décembre 2015 avec un bilan mitigé et très critiqué par de nombreux experts. Les dossiers du tribunal sont repris par le Mécanisme pour les Tribunaux pénaux internationaux.

## Historique
Les résolutions du Conseil de sécurité de l'ONU qui concernent le TPIR sont :
- la résolution 955 du 8 novembre 1994 sur la création du TPIR[1] ;
- la résolution 978 du 27 février 1995 sur la coopération de tous les États-membres de l'ONU avec le TPIR[2] ;
- la résolution 1165 du 30 avril 1998 sur la création d'une troisième chambre de première instance[3].

Le tribunal devait achever ses travaux en 2010. Les décisions de première instance ont été rendues avant fin 2012 et les décisions d'appel avant fin 2015.

## Mandat du TPIR
Le mandat du TPIR est uniquement de « juger les personnes présumées responsables d’actes de génocide et d’autres violations graves du droit international humanitaire commises sur le territoire du Rwanda et les citoyens rwandais présumés responsables de tels actes ou violations du droit international commis sur le territoire d’États voisins entre le 1er janvier et le 31 décembre 1994 ».
Son but est de « contribuer au rétablissement et au maintien de la paix et à la réconciliation nationale » au Rwanda tel qu'établi par le Conseil de sécurité.

## Organisation du TPIR
Le TPIR est constitué de deux chambres de première instance, dotées chacune de trois juges, d'une chambre d'appel dotée de cinq juges, d'un procureur et d'un greffe.
Les juges de la chambre d'appel sont ceux qui siègent déjà à la chambre d'appel pour le Tribunal pénal international pour l'ex-Yougoslavie. Ceux des deux chambres de première instance sont élus par l'Assemblée générale des Nations-Unies, sur une liste présentée par le Conseil de Sécurité établie à partir des candidatures proposées par les États membres.
Les langues de travail du Tribunal international sont l’anglais et le français.
Les peines prononcées sont exécutées au Rwanda ou dans des pays qui se sont proposés auprès du Conseil de sécurité pour recevoir des condamnés.
Le Tribunal pénal international pour le Rwanda a fait un effort de transparence et de communication, en utilisant notamment son site Internet et d'autres moyens plus locaux pour ce faire.

## Les principaux procès
L'état des affaires peut être suivi sur le site du TPIR.

### Jean-Paul Akayesu
Jean-Paul Akayesu était le bourgmestre de la ville de Taba en 1994. Arrêté en janvier 1995 à Lusaka en Zambie, son procès a eu lieu entre janvier 1997 et mars 1998. Ce fut la première sentence du TPIR.
Jean-Paul Akayesu a été condamné à la prison à vie pour le massacre de 2 000 Tutsi réfugiés dans le bureau communal de Taba, l'incitation à des viols collectifs et publics, ainsi que pour sa participation directe dans plusieurs assassinats.
Ce procès a également établi une chaîne de commandement. Le tribunal a aussi, pour la première fois, reconnu le viol comme crime de génocide, dans la mesure où ils étaient commis dans l'intention de détruire en tout ou en partie, un groupe particulier ciblé comme tel.

### Jean Kambanda
Né le 19 octobre 1955, Jean Kambanda a assuré la direction de l’Union des banques populaires du Rwanda de mai 1989 à avril 1994. Kambanda était le vice-président du Mouvement démocratique républicain (MDR) et devint Premier ministre du gouvernement intérimaire le 9 avril 1994, deux jours après l’attentat contre l’avion du président Juvénal Habyarimana.
Arrêté à Nairobi, au Kenya, le 18 juillet 1997, Jean Kambanda a été inculpé pour sa participation directe dans le génocide et ses interventions au nom du gouvernement intérimaire. En tant que responsable politique, il lui est également reproché de n'être pas intervenu pour faire cesser les crimes. Jean Kambanda a reconnu avoir distribué armes et munitions dans les préfectures de Butare et de Gitarama, « en ayant pleinement conscience du fait que celles-ci seraient utilisées pour perpétrer des massacres à l'encontre des civils »[réf. nécessaire]. Pour la première fois, un chef du gouvernement reconnaissait l'existence du génocide et confirmait que celui-ci avait été préparé à l'avance[réf. nécessaire].
Chefs d’inculpation sont retenus le 16 octobre 1997 :
- génocide ;
- entente en vue de commettre le génocide ;
- incitation directe et publique à commettre le génocide ;
- complicité dans le génocide ;
- crimes contre l’humanité (deux accusations : assassinat et extermination).

Le 4 septembre 1998, Jean Kambanda a été condamné à la réclusion à perpétuité pour génocide, entente en vue de et incitation directe et publique à commettre le génocide, complicité dans le génocide et crimes contre l'humanité. Il est alors revenu sur ses aveux et a interjeté un recours, rejeté par la chambre d'appel du TPIR le 19 octobre 2000. Jean Kambanda purge aujourd’hui sa peine à la Maison Centrale d’Arrêt de Bamako, au Mali. Ce fut la première condamnation prononcée pour crime de génocide depuis l’adoption de la Convention pour la prévention et la répression du crime de génocide de 1948.
Source : Trial Watch

### Georges Ruggiu
Naturalisé belge en 1975, Georges Ruggiu était journaliste et animateur à la Radio Mille Collines au moment du génocide. Arrêté à Mombasa au Kenya le 23 juillet 1997, il a reconnu avoir diffusé des émissions qui ont incité au meurtre ou à des atteintes graves à l'intégrité physique ou mentale des Tutsis et ont constitué des actes de persécution envers les Tutsis, ainsi que certains Hutus et citoyens belges. Son procès a été dissocié de celui des médias de la haine (voir plus bas) et il a été condamné à douze ans de prison le 12 juillet 2000.

### Procès des médias de la haine
Le procès des « médias de la haine » a débuté le 23 octobre 2000 et est chargé de la répression des médias ayant encouragé le génocide de 1994.
Il y a trois inculpés :
- Hassan Ngeze, directeur et rédacteur en chef du journal de Kangura, condamné en 2007 à 35 ans de prison.
- Ferdinand Nahimana, cofondateur de la Radio Télévision Libre des Mille Collines (RTLM), ex-président de l’office rwandais d’information (écarté à la suite des massacres du Bugesera en mars 1992), condamné en 2007 à 30 ans de prison.
- Jean Bosco Barayagwiza, leader de la CDR (Coalition pour la défense de la République), condamné en 2007 à 32 ans de prison.

Le 19 août 2003, le TPIR avait condamné à la prison à vie les deux premiers inculpés, et le troisième à 35 ans de prison, pour incitation à la haine ethnique avant et durant la période du génocide de 1994, avant que leur peine ne soit allégée en appel.
La Cour suprême du Canada a statué en 27 juin 2005 que Léon Mugesera, réfugié politique depuis 1996, devra retourner au Rwanda pour répondre des chefs d'accusations d'incitation à la haine et au génocide. Léon Mugesera avait fait un discours en 1992 incitant la population Hutu au massacre des Tutsis.

### Autres procès
- Théoneste Bagosora, directeur de cabinet au ministère de la Défense, condamné à 35 ans de prison en 2011.
- Jérôme Bicamumpaka, ministre des Affaires étrangères
- Augustin Bizimana, ministre de la Défense, décès confirmé par le MTPI[14].
- Augustin Bizimungu, chef d’état-major des Forces armées rwandaises, condamné à 30 ans de prison en 2014.
- Casimir Bizimungu, ministre de la Santé
- Jean-Baptiste Gatete, ancien bourgmestre de la commune de Murambi
- Gratien Kabiligi, chef d’opération à l’état-major des Forces Armées Rwandaises, acquitté
- L’homme d’affaires Félicien Kabuga
- Édouard Karemera, ministre de l’Intérieur
- Clément Kayishema, préfet de Kibuye, condamné à vie pour le massacre de l'église et du stade de Kibuye, de l'église de Mubuga et de la colline de Bisesero
- Simon Bikindi, chanteur rwandais
- Protais Mpiranya, responsable de la garde présidentielle (mort en 2006 au Zimbabwe[15])
- Justin Mugenzi, ministre du Commerce, acquitté
- Prosper Mugiraneza, ministre de la Fonction publique, acquitté
- Augustin Ndindiliyamana, ancien chef de la gendarmerie (défendu par l'avocat canadien Christopher Black)
- Alfred Musema, directeur d'usine
- Colonel Anatole Nsegiyumya, chef de la région militaire de Gisenyi
- Major Aloys Ntabakuse, commandant des para-commandos.
- Pauline Nyiramasuhuko, ministre de la Famille, condamnée à perpétuité
- Callixte Nzabonimana, ministre de la Jeunesse
- Lieutenant-colonel Nzuwonemeye et son adjoint le capitaine Sagahutu
- André Rwamakuba, ministre de l’Éducation, acquitté
- Matthieu Ngirumpatse et Joseph Nzirorera, deux dirigeants du MRND

## Chronologie
- Novembre 1994 : création du TPIR, Richard Goldstone est nommé procureur général du TPIY et du TPIR.
- Mai 1995 : Laity Kama est élu président du TPIR.
- Décembre 1995 : premières mises en accusation.
- Septembre 1996 : Louise Arbour remplace Richard Goldstone.
- Janvier 1997 : début du procès de Jean-Paul Akayesu.
- Février 1997 : publication du rapport Paschke, démission du greffier Adede (remplacé par Agwu Okali) et du procureur adjoint Rakotomanana (remplacé par Bernard Muna).
- Juin 1999 : la juge Pillay remplace le juge Kama à la présidence.
- Juillet à octobre 1999 : aucun procès n’est en cours devant le TPIR.
- Septembre 1999 : Carla Del Ponte remplace Louise Arbour.
- 1999-2000 : ralentissement général des procès du TPIR.
- Novembre 2000 : Kigali donne son accord de principe concernant des poursuites à l’encontre de militaires du FPR.
- 1er mars 2001 : nomination de Adama Dieng comme greffier
- 2003 : le vice-président du Tribunal, le norvégien Erik Møse est élu président du tribunal ; le gambien Hassan Bubacar Jallow remplace Carla del Ponte au poste de procureur général.
- 2007 : le juge Charles Michael Dennis Byron succède à Erik Møse à la présidence.

## La compétence universelle de tribunaux nationaux
Certains pays disposent dans leur législation de la possibilité de juger pour génocide, crime contre l'humanité ou crime de guerre des personnes accusées de ces crimes et se trouvant sur leur territoire. Le TPIR et les juridictions de ces pays sont alors concurremment compétentes pour juger ces crimes. Cependant, le TPIR garde une primauté sur ces juridictions et peut leur demander de se dessaisir en sa faveur, à tout moment de la procédure.
Une personne déjà jugée par le TPIR ne peut plus l'être par une juridiction nationale. Une personne jugée par une juridiction nationale ne peut l'être de nouveau par le TPIR que si le fait pour lequel elle a été jugée était qualifié de crime de droit commun ou si la procédure nationale engagée devant elle visait à la soustraire à sa responsabilité pénale internationale.
Plusieurs pays ont utilisé leur compétence universelle pour juger des personnes suspectées de participation au génocide :
- En Belgique, quatre Rwandais ont été jugés pour participation au génocide.[réf. nécessaire]
- En France, cette compétence universelle est établie juridiquement notamment par la loi no 96-432 du 22 mai 1996. Six plaintes ont été déposées contre X, par des Rwandais, devant le tribunal des armées en février 2005 pour complicité de génocide.[réf. nécessaire] En 2014, Pascal Simbikangwa a été jugé et condamné à 25 ans de prison, peine confirmée en appel[18]. En juillet 2016, à l'issue de deux mois de procès, Octavien Ngenzi et Tito Barahira, deux bourgmestres du village de Kabarondo, ont été condamnés par la cour d'assises de Paris à la réclusion criminelle à perpétuité pour « crimes contre l’humanité » et « génocide », et pour « une pratique massive et systématique d’exécutions sommaires » en application d’un « plan concerté tendant à la destruction » du groupe ethnique tutsi, peines confirmées en appel en juillet 2018[19],[20]. En 2021, Claude Muhayimana a été condamné à 14 ans de prison pour avoir, à plusieurs reprises, transporté des miliciens sur les lieux de massacre dans les régions de Kibuye et Bisesero[21]. En juillet 2020, le parquet national antiterroriste a ouvert une enquête préliminaire pour « crimes contre l’humanité » contre Aloys Ntiwiragabo[2],[3]; en décembre 2021, le Rwanda émet un mandat d'arrêt international à son encontre[4] ; enfin, Interpol lance une fiche rouge au nom de Aloys Ntiwiragabo pour crime de génocide et crimes contre l’Humanité[5]. En 2022, a lieu le procès de Laurent Bucyibaruta[22], à la suite duquel il est condamné à 20 ans de réclusion[23]. En 2023, Philippe Hategekimana a été condamné à la réclusion criminelle à perpétuité et a fait appel de cette condamnation[24].
- En Suisse, Fulgence Niyonteze, ancien maire de Mushubati, a été jugé pour avoir organisé fin mai 1994 la tuerie des Tutsis de sa commune qui avaient échappé jusque-là au génocide en cours. Réfugié politique en Suisse en 1994, il a été arrêté en 1996 et condamné en 2000 à 14 ans de prison[25].
- Au Canada, un Rwandais, Désiré Munyaneza, a été jugé pour participation au génocide[26].

## Bilan et critiques

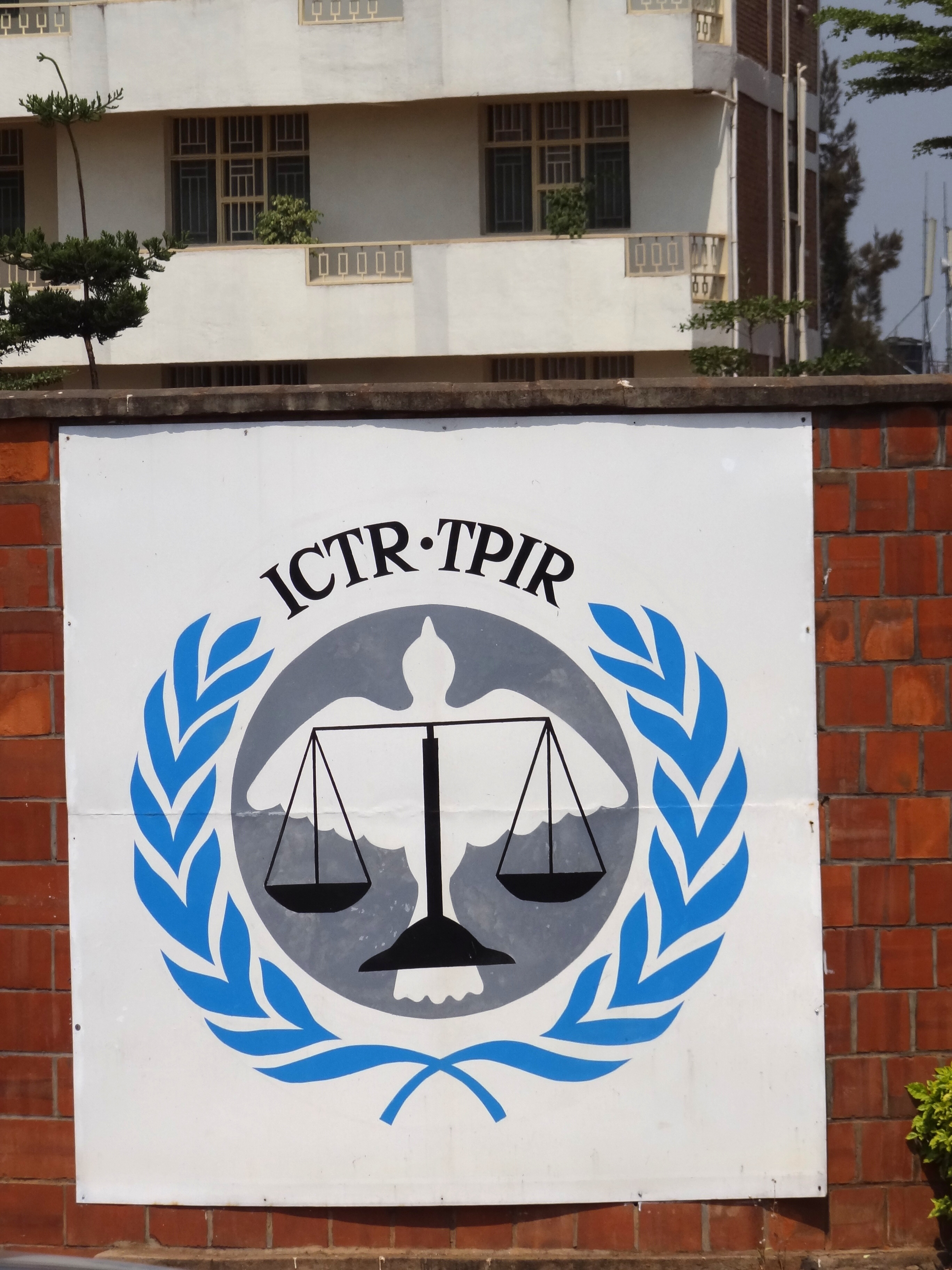
Logo du TPIR à Kigali.

En ce qui concerne les victimes du génocide, le TPIR semble être un temps et un lieu important de (re)constitution de la mémoire de faits généralement cachés par les auteurs de crimes, ce qui peut aider à apaiser les tensions interdisant un vrai retour de la paix. Le problème de l'ensemble des séquelles de guerre, autres qu'économiques semble pouvoir ainsi à l'avenir trouver à être mieux traité par le droit international, parce que moins "indicible".
Le manque de moyens et de juges, le temps pris par les traductions, sont également sources de retard et de difficultés d'instruction, évoqués par les membres du tribunal et leurs rapports à l'ONU. Le travail de ces tribunaux est un travail de longue haleine, dont le bilan définitif ne peut déjà être produit.

### Une instruction limitée aux crimes liés au génocide des Tutsi
Si le TPIR a jugé un nombre important de hauts responsables politiques impliqués dans le génocide, il n'a entrepris aucune action contre les crimes de guerre ou crimes contre l'humanité imputés au Front patriotique rwandais (FPR). La procureure Carla Del Ponte, qui a tenté de mener de telles enquêtes, s'est vu opposer un refus de la part du gouvernement rwandais (issu de la victoire du FPR) qui estime que le jugement de ces crimes est de son ressort. Le mandat de procureur de Mme Del Ponte n'a pas été reconduit en 2003 et son successeur n'a pas cherché à poursuivre ses enquêtes.

### Critiques émises par les victimes du génocide
Par ailleurs, les rescapés ont pu être moins bien traités que les détenus. La procureure Carla del Ponte affirme que le centre de détention était une prison « cinq étoiles » où les détenus étaient « vraiment très bien traités du point de vue alimentaire » tandis que les « témoins victimes se trouvaient dans des conditions misérables ». Une rescapée, Yolande Mukagasana, consacre de nombreuses mentions de son livre aux enquêtes et jugements du TPIR. Elle y relève entre autres que les rescapés n'ont pas d'avocat (car ils sont témoins et non partie civile), et que leur sécurité n'étant pas assurée, certains ont été tués à leur retour au Rwanda. Elle critique également le fait que les plaignantes pour viol soient soumises à des questions déstabilisantes qui sont humiliantes, et à des tentatives de reconstitution explicites.

### Critiques émises par les avocats de la défense
Outre l’unilatéralité du bilan du Tribunal, d'autres critiques ont été soulevées par des avocats de la défense. Ainsi, la procédure suivie est celle de la common law anglo-saxonne, où procureur et accusé sont censés être à égalité face au juge qui tranche au vu des preuves fournies. Mais cette égalité serait imparfaite, car c'est le procureur qui décide du moment de l'ouverture de la procédure à l'audience, en fonction des preuves qu'il aura réussi à rassembler. La proximité du siège du tribunal avec le Rwanda lui permet également de rassembler des preuves et des témoins à charge plus facilement que les accusés ne peuvent le faire pour les témoins à décharge, ces derniers vivant parfois en exil, et ceux qui vivent au Rwanda étant susceptibles de subir des pressions de la part du gouvernement rwandais. Par ailleurs, les garanties que peut accorder ce gouvernement aux accusés qui ont été acquittés et qui souhaitent retourner au Rwanda seraient loin d'être acquises. Ces personnes acquittées ne peuvent retourner au Rwanda alors que les pays d'accueil semblent réticents à les accueillir.
Des critiques ont également été émises quant à la suite à donner à ses acquittés qui ne peuvent pas retourner chez eux et pour lesquels le tribunal a du mal à trouver un pays tiers d'accueil .

## La communication politique du Tribunal
Cette section ne s'appuie pas, ou pas assez, sur des sources secondaires ou tertiaires indépendantes du sujet. Le texte peut contenir des analyses inexactes ou inédites de sources primaires.
Pour l'améliorer, ajoutez-en, ou placez des modèles {{Source secondaire souhaitée}} ou {{Source secondaire nécessaire}} sur les passages mal sourcés. (octobre 2023)
Depuis le commencement du génocide, les médias principalement locaux comme radio Rwanda, ont joué un rôle considérable dans le déroulement de celui-ci. Ceux-ci ont divulgué de nombreux messages ayant pour but d’inciter à commettre directement et publiquement le génocide. Une culture de la violence était entretenue à travers différents moyens de communications où de nombreux messages et images de propagande circulaient. Cet appel à la violence n’est bien sûr pas passé inaperçu auprès de la communauté internationale. Par la suite, les médias ont donc eux aussi pris part au procès réalisé par le TPIR, sur le banc des accusés, lors du procès dit « des médias ».
En revanche, ce sont les médias internationaux qui vont jouer un rôle majeur dans l’aspect communicationnel du TPIR. L’intégralité des événements majeurs (prévus ou non) des différents procès vont faire l’objet de sujets centraux de centaines d’articles publiés par de nombreux médias informatifs.
De plus, les acteurs constituant les procès se sont exprimés auprès des médias, de manière positive comme négative, sur le déroulement et les conséquences sur les victimes et les accusés du procès. De nombreuses critiques sont donc rendues publiques menant à différents points de vue, qui peuvent être enrichis et accentués par des acteurs extérieurs, pouvant parfois conduire à de la propagande positive ou négative sur le TPIR.
Si le projet du Tribunal Pénal International pour le Rwanda fait partie des plus grands projets internationaux pour l’ONU, il ne rencontre pas autant d’intérêt que son prédécesseur : le Tribunal Pénal pour l’Ex- Yougoslavie. En effet, l’aspect communicationnel de l’instance pêne à être prise au sérieux ou à être mise en avant pour cause de la lenteur de ses actions. Le problème majeur du Tribunal Pénal est le délai de mise en action pour non seulement juger les coupables, mais aussi pour les retrouver.
Malgré quelques difficultés et quelques défauts du TPIR, il a permis de nombreuses choses et a eu beaucoup d’influence notamment sur Arusha, qui était une ville sans grande différence des autres villes du pays. En effet la présence de ce tribunal a renouvelé le dynamisme de la ville dû à ses nombreux visiteurs venant d’un peu partout dans le monde. Le TPIR a aussi été une source de création d’emplois pour les habitants d’Arusha. La communauté internationale a rendue attirante la ville d’Arusha et cela a permis à de nombreux locaux de trouver de l’emploi et de dynamiser les ressources disponibles dans cette région de la Tanzanie.

### Le TPI pour le Rwanda dans la littérature
- Gérard de Villiers, Enquête sur un génocide (2000), 140e roman de la série SAS (le roman évoque longuement la mort du président rwandais et les commanditaires possibles de l'assassinat, ainsi que les difficultés pour faire juger les génocidaires par le Tribunal pénal international).